# Popis grčko-rimskih geografa
Prehelenistička klasična Grčka
- Skilaks iz Karijande (6. st. pr. Kr.)
- Anaksimandar
- Hekatej Milećanin
- Masalijski periplus (?)

Helenističko razdoblje
- Piteja (umro o. 310. pr. Kr.)
- Pseudoskilaksov periplus (4. ili 3. st. pr. Kr.)
- Megasten (umro o. 290. pr. Kr.)
- Autolik iz Pitane (umro o. 290. pr. Kr.)
- Dikearh (umro o. 285. pr. Kr.)
- Deimah (3. st. pr. Kr.)
- Eratosten (276. - 194. pr. Kr.)
- Skimno (fl. 180-ih pr. Kr.)
- Hiparh (o. 190. - 120. pr. Kr.)
- Agatarhid (2. st. pr. Kr.)
- Pseudoskimno (o. 90. pr. Kr.)
- Diodor Sikul (o. 90. - 30. pr. Kr.)
- Aleksandar Polihistor (fl. 70-ih pr. Kr.)

Razdoblje Rimskog Carstva
- Periplus maris erythraei
- Strabon (64. pr. Kr. - 24. po. Kr.)
- Pomponije Mela (fl. 40-ih po. Kr.)
- Izidor iz Haraksa (1. st. po. Kr.)
- Mucijan (1. st. po. Kr.)
- Plinije Stariji (23. – 79. po. Kr.), Prirodna povijest
- Ptolomej (90. – 168. po. Kr.), Geografija
- Pauzanije (2. st.)
- Agatodemon iz Aleksandrije (2. st.)
- Dionizije iz Bizanta (2. st.)
- Tabula Peutingeriana (4. st.)
- Alipije iz Antiohije (4. st.)
- Marcijan iz Herakleje (4. st.)

Bizantsko Carstvo
- Hijeroklo (autor Sinekdema) (6. st.)
- Kuzma Indikopleust (6. st.)
- Stjepan Bizantinac (6. st.)

## Više informacija
- Povijest geografije